# International Maritime Law Institute
L'International Maritime Law Institute (IMLI) è un istituto universitario internazionale, fondato nel 1988 per iniziativa dell'Organizzazione marittima internazionale in accordo con la Repubblica di Malta, allo scopo di formare specialisti in diritto marittimo e promuovere la cooperazione e la ricerca.

## Descrizione
L'istituto, che ha sede a Msida presso il campus dell'Università di Malta, offre corsi di studio post laurea e dottorati di ricerca anche in partenariato con la World Maritime University (anch'essa emanazione dell'IMO), oltre a percorsi di aggiornamento e formazione continua e specialistica.
Al 2020 avevano completato gli studi presso l'IMLI circa 1.100 allievi da 147 paesi.